# Саршаева, Жанна Сабитовна
Жа́нна Саби́товна Саршаева (также выступала под фамилией Бупеева; 29 апреля 1993, посёлок Володарский, Володарский район, Астраханская область, Россия) — российская шашистка, специализирующаяся в игре на малой доске (шашки-64), двукратная чемпионка мира среди женщин (2013, 2017), шестикратная чемпионка России. Международный гроссмейстер (2008).
В 2010 году окончила школу с золотой медалью. В 2015 году с отличием окончила Астраханский государственный технический университет по направлению «Прикладная информатика (в экономике)». В 2018 году окончила Национальный государственный университет физической культуры, спорта и здоровья имени П. Ф. Лесгафта.

## Спортивные достижения
Двукратная чемпионка мира среди женщин (2013, 2017), пятикратный серебряный призёр чемпионатов мира среди женщин (2007, 2011, 2015, 2018, 2020), чемпионка Европы среди женщин (2014 и 2016), бронзовый призёр чемпионата мира среди женщин по версии МАРШ (2007), победительница Первой Всемирной юношеской олимпиады (2006), бронзовый призёр Вторых Всемирных Интеллектуальных игр во Франции (2012), серебряный призёр Первой Мировой Лиги в Бразилии (2011 г.), участница Первых Всемирных Интеллектуальных игр в Пекине (2008).
Шестикратная чемпионка России среди женщин (2006, 2009, 2012, 2014, 2015, 2021).
Десятикратная чемпионка мира среди девушек (2004, 2006, 2007, 2008, 2010, 2011, 2012, 2013, 2014, 2016), Одиннадцатикратная чемпионка России среди девушек (2004, 2005, 2006, 2007, 2008, 2010, 2012, 2014, 2015, 2016, 2017).

## Достижения
| Чемпионаты мира (ФМЖД) | Чемпионаты мира (ФМЖД) | Чемпионаты мира (ФМЖД)            |
| ---------------------- | ---------------------- | --------------------------------- |
| Золото                 | Санкт-Петербург 2011   | Русские шашки (блиц)              |
| Золото                 | Санкт-Петербург 2013   | Русские шашки                     |
| Золото                 | Санкт-Петербург 2017   | Русские шашки                     |
| Серебро                | Нидзица 2007           | Бразильские шашки                 |
| Серебро                | Санкт-Петербург 2011   | Русские шашки                     |
| Серебро                | Санкт-Петербург 2015   | Русские шашки (блиц)              |
| Серебро                | Санкт-Петербург 2015   | Бразильские шашки (быстрые шашки) |
| Серебро                | Нижневартовск 2018     | Русские шашки                     |
| Серебро                | Нижневартовск 2018     | Русские шашки (быстрые шашки)     |
| Серебро                | Кушадасы 2020          | Русские шашки                     |
| Серебро                | Моск. обл. 2024        | Русские шашки (блиц)              |
| Бронза                 | Кушадасы 2020          | Бразильские шашки (быстрые шашки) |
| Бронза                 | Кушадасы 2020          | Бразильские шашки (блиц)          |
| Бронза                 | Моск. обл. 2024        | Русские шашки                     |
| Бронза                 | Моск. обл. 2024        | Бразильские шашки (быстрые шашки) |
| Чемпионаты мира (МАРШ) |                        |                                   |
| Бронза                 | Пицунда 2007           | Русские шашки                     |
| Чемпионаты Европы      |                        |                                   |
| Золото                 | Санкт-Петербург 2014   | Русские шашки                     |
| Золото                 | Санкт-Петербург 2014   | Бразильские шашки (быстрые шашки) |
| Золото                 | Тбилиси 2016           | Русские шашки                     |
| Золото                 | Тбилиси 2016           | Бразильские шашки (быстрые шашки) |
| Золото                 | Каппадокия 2021        | Русские шашки (быстрые шашки)     |
| Золото                 | Каппадокия 2021        | Русские шашки (блиц)              |
| Серебро                | Солнечный берег 2010   | Русские шашки (быстрые шашки)     |
| Серебро                | Санкт-Петербург 2014   | Русские шашки (блиц)              |
| Бронза                 | Каппадокия 2021        | Бразильские шашки                 |
| Бронза                 | Аланья 2023            | Русские шашки (блиц)              |
| Серебро                | Кемер 2025             | Русские шашки                     |